# Deutschlandfunk

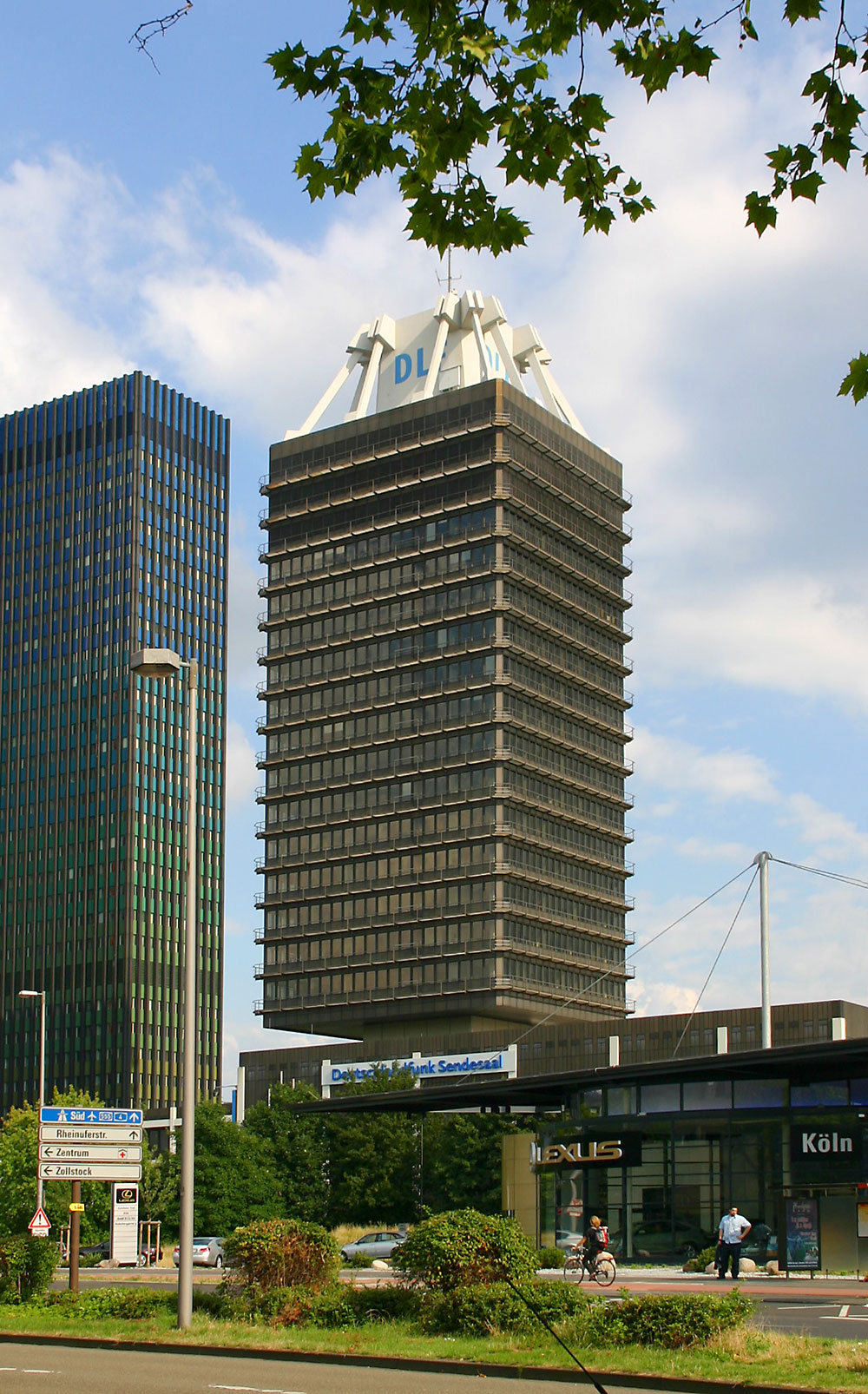
Sede de la Deutschlandfunk en Colonia

Deutschlandfunk (DLF, pronunciación en alemán: /ˈdɔʏtʃlantˌfʊŋk/ⓘ) es una emisora de radio pública de Alemania, orientada a las noticias y la actualidad. Se trata de uno de los cuatro canales de radio nacionales que produce Deutschlandradio.
Los estudios y las redacciones de la DLF se encuentran en el barrio de Marienburg de Colonia (Renania del Norte-Westfalia).

## Historia
En la República Federal de Alemania, la radiodifusión está reservada por la Ley Fundamental (Constitución) a los estados federados. Esto significa que toda la radiodifusión pública es de carácter regional. Las transmisiones nacionales deben realizarse a través del consorcio nacional de emisoras públicas regionales (ARD) o ser autorizadas por un tratado negociado entre los estados federados.

### Comienzos
En los años 50, la República Democrática Alemana (RDA) comenzó la transmisión de la emisora Deutschlandsender en onda larga. Como respuesta, la Nordwestdeutscher Rundfunk, emisora de radio para toda la zona británica, solicitó una licencia para crear una emisora de onda larga similar, que obtuvo en 1956.
En 1960, el Gobierno Federal de Alemania Occidental declaró que, si bien la radiodifusión para Alemania era un derecho garantizado de los estados federados, la radiodifusión desde Alemania hacia el exterior era una competencia federal, ya que era una cuestión que concernía a las relaciones exteriores. Por ello, el gobierno de Konrad Adenauer decidió crear Deutschlandfunk, una empresa nacional de radiodifusión con sede en Colonia.
Cuando la licencia de emisión de la Norddeutscher Rundfunk expiró, el Gobierno federal se hizo cargo de las frecuencias liberadas para la emisión de su nueva creación, que comenzó a emitir el 1 de enero de 1962. Durante la Guerra Fría, Deutschlandfunk también se encargaba de las emisiones en alemán para las minorías germanoparlantes de Europa del Este.

### Después de la reunificación

Logo de Deutschlandfunk hasta el 30 de abril de 2017

Tras la reunificación, la Deutsche Welle absorbió a Radio Berlín Internacional, el servicio de radio exterior de Alemania del Este, y asumió los idiomas que hasta entonces emitía Deutschlandfunk. La orientación de la emisora cambió: se incorporó a la ARD y se convirtió en la emisora nacional de la Alemania reunificada.
Posteriormente, la ARD dividió las actividades de Deutschlandfunk en dos departamentos: DeutschlandRadio Berlin (luego rebautizada como Deutschlandradio Kultur), una emisora cultural, y Deutschlandfunk, una emisora de actualidad.
Deutschlandradio introdujo nuevos logotipos para sus emisoras de radio el 1 de mayo de 2017, en el contexto de un proceso de reestructuración de la marca.
Los estudios siguen estando ubicados en Colonia. La emisora no emite publicidad.

## Programación

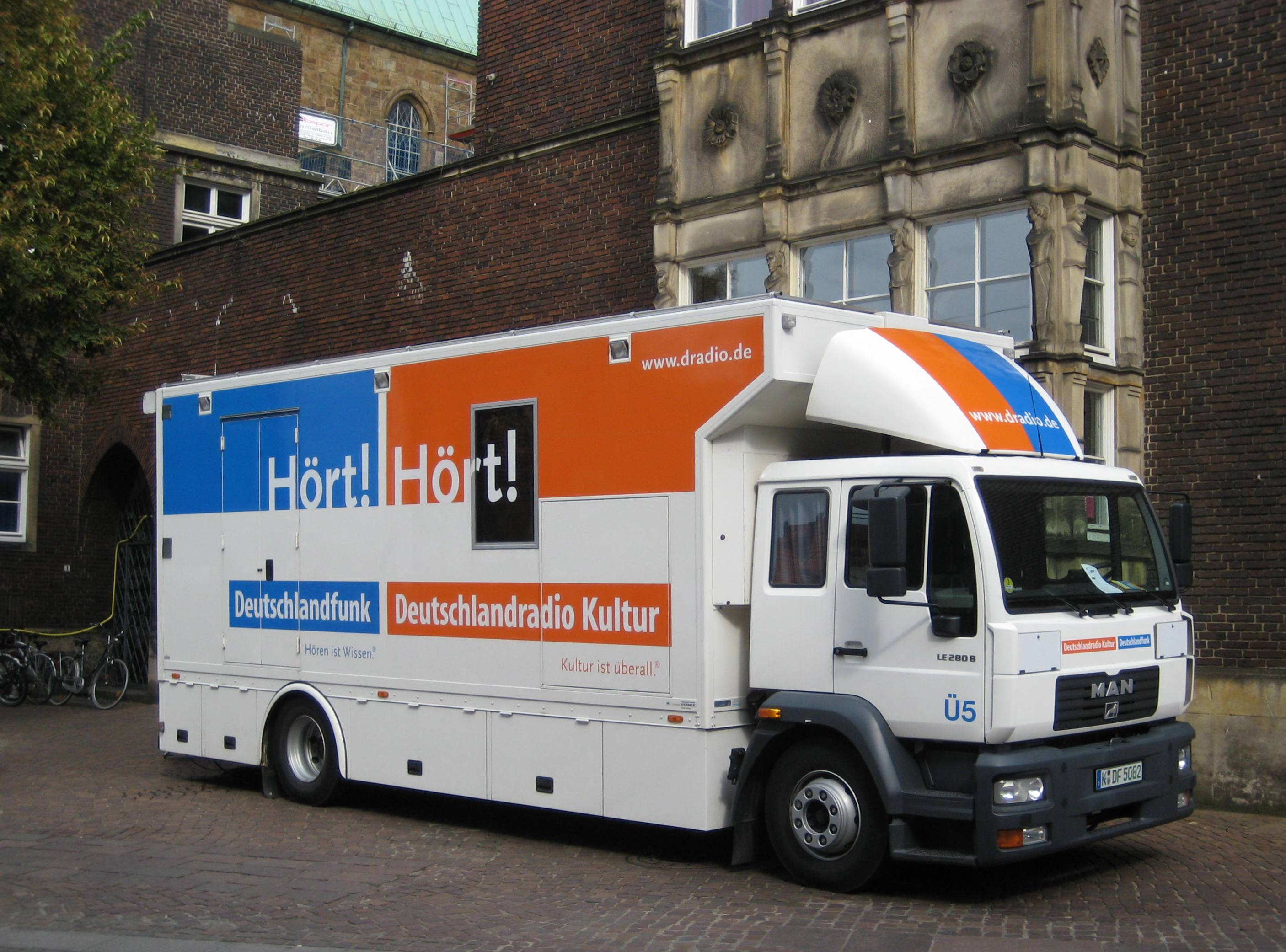
Una unidad móvil de la Deutschlandfunk en Bremen

La programación de Deutschlandfunk se compone en gran medida de informativos y documentales, que abarcan temas de política, economía y ciencia. También se emite música, sobre todo en horario nocturno y los fines de semana.

### Información
Deutschlandfunk emite un boletín de noticias cada media hora los días laborables entre las 04:00 y las 18:00, y cada hora en el resto de horarios (excepto el sábado a las 21:00). En las horas pares, entre las 06:00 y las 20:00, todos los días a las 13:00 y los días laborables a las 23:00, los boletines pueden durar hasta 10 minutos, y 5 minutos en el resto de las horas. Los boletines de tráfico cubren todo el territorio alemán.
Los días laborables se emite entre las 05:00 y las 09:00 la revista matinal Informationen am Morgen, con frecuentes boletines informativos. También se emiten magacines informativos entre las 12:00 y las 13:30 (Informationen am Mittag), y entre las 18:00 y las 18:40 (Informationen am Abend). El boletín principal de la noche (Das war der Tag) se emite de 23:10 a 23:57. En los boletines de noticias de la mañana, el mediodía y la medianoche se intercalan resúmenes de la prensa alemana e internacional.

### Cooperación internacional
Deutschlandfunk proporciona programas para la emisora en lengua alemana BRF-DLF con sede en Bruselas (Bélgica). También colabora con BRF1, la primera cadena de radio de la radiotelevisión belga en lengua alemana Belgischer Rundfunk (BRF).

## Difusión

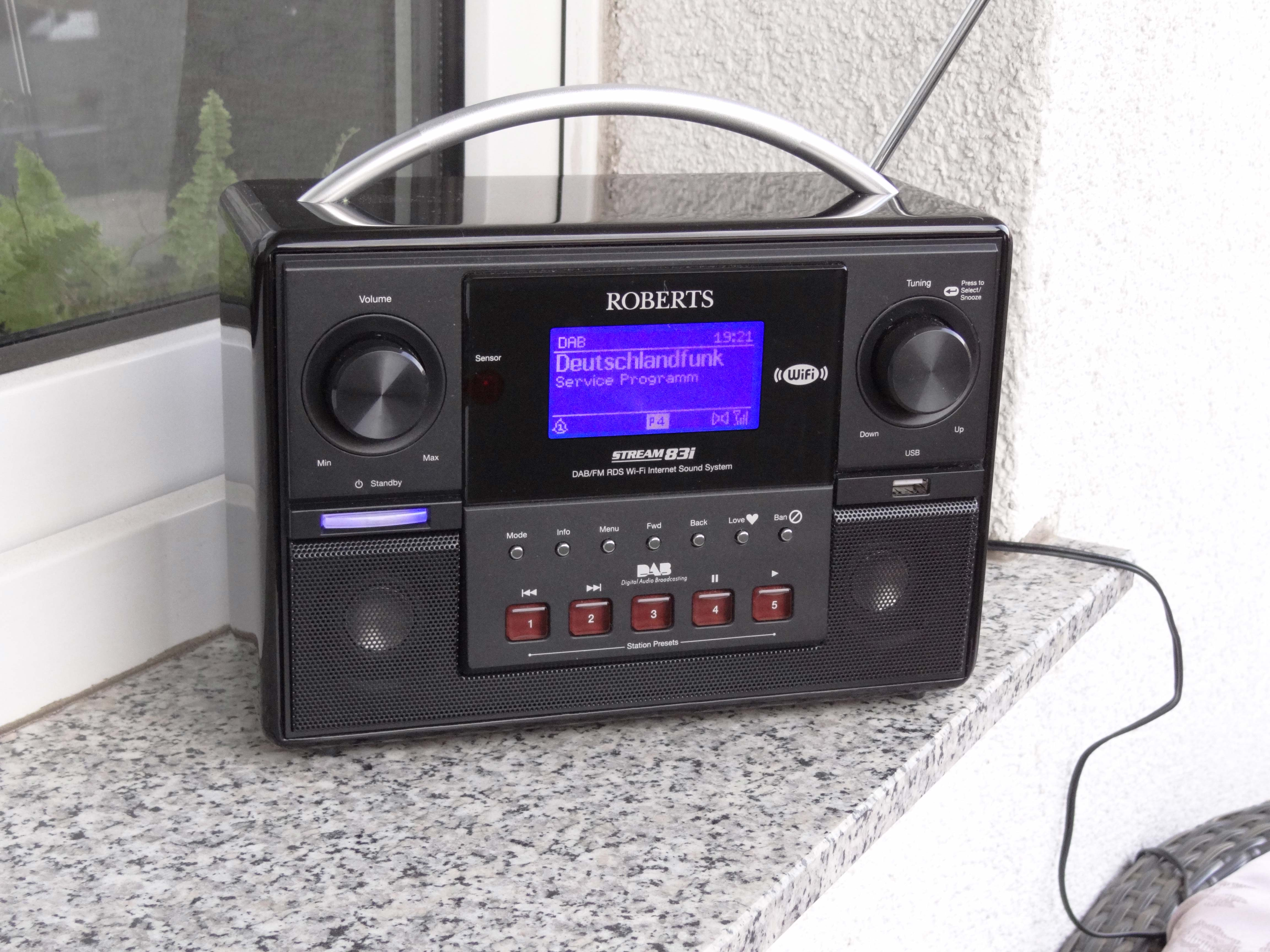
Deutschlandfunk en DAB+

### Tecnologías
Deutschlandfunk emite en FM, DAB+, y digitalmente a través del sistema de satélites Astra, y se distribuye en las redes de cable alemanas y algunas europeas.

### FM
Los transmisores de FM difunden la señal de Deutschlandfunk por toda Alemania, aunque existen lagunas en el mapa de cobertura, especialmente en los estados sureños de Baviera y Baden-Württemberg. Dado que las autoridades estatales tienen la competencia de asignar frecuencias a las emisoras, dan preferencia a las emisoras regionales públicas y comerciales bajo su jurisdicción.

### Streaming
Deutschlandfunk emite por streaming en formatos MP3, AAC y Opus.